# Émile Meyerson

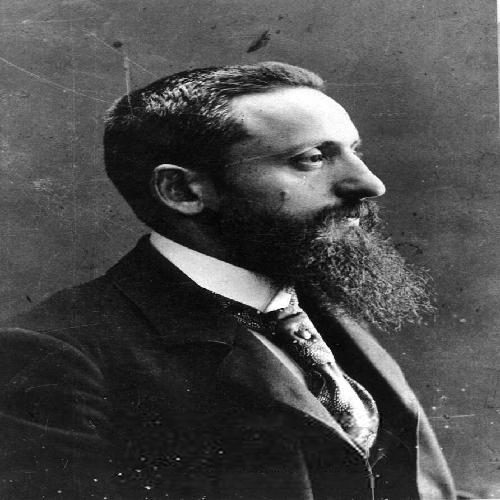
Émile Meyerson (1859–1933), Chemiker und Wissenschaftsphilosoph

Émile Meyerson (* 12. Februar 1859 in Lublin; † 2. Dezember 1933 in Paris) war Chemiker, Journalist, Verwaltungsfachmann und Wissenschaftsphilosoph.

## Leben
Ab 1870 studierte er Chemie bei Robert Wilhelm Bunsen und Hermann Kopp in Heidelberg, anschließend in Berlin bei Carl Liebermann. Im Alter von 22 Jahren wechselte er an das Collège de France, um sein Chemiestudium abzuschließen. Nach einer kurzen Zeit als Direktor einer Textilfärbefabrik wandte er sich von der Chemie ab und begann ein Studium der Philosophie.
In Paris wurde er 1888 Redakteur der französischen Nachrichtenagentur „Agence Havas“. 1898 wurde er in der Jewish Colonization Association (ICA) aktiv und war von 1900 bis 1923 ihr Pariser Direktor.
Er verwaltete Rothschild’sche Kolonien in Palästina und machte Untersuchungen über die Lage der Juden in Russland zwischen 1898 und 1903. Eher nebenher beschäftigte er sich mit Wissenschaftstheorie und Philosophie (Logik), so dass die Qualität seiner Bücher und die Resonanz seiner Schriften umso mehr beeindrucken.

## Werk
Beeinflusst insbesondere durch René Descartes, Immanuel Kant, Henri Bergson und Auguste Comte bezeichnete er sich selbst als Anti-Positivist. Nach 19 Jahren des Studiums veröffentlicht er 1908 sein erstes Buch Identität und Realität. Seine Kernaussage ist, dass sich die Inhalte des Denkens ändern mögen, nicht aber die Struktur der menschlichen Vernunft. Diese ist immer beherrscht von den beiden Prinzipien Determinismus und Kausalität.
Thomas Kuhn bezeichnete Meyersons Schriften als einflussreich für die Entwicklung seiner Ideen, die er in seinem Hauptwerk „Die Struktur wissenschaftlicher Revolutionen“ niederschrieb.

## Bücher
- 1908 Identité et réalité. Paris: F. Alcan
- 1921 De l’explication dans les sciences. Paris: Payot
- 1924 La déduction relativiste. Paris: Payot
- 1931 Du cheminement de la pensée. Paris: F. Alcan
- 1933 Réel et déterminisme dans la physique quantique. Paris: Hermann
- 1936 Essais. Paris: J. Vrin